# Holosijivska (stanice metra v Kyjevě)
Holosijivska (ukrajinsky Голосіївська, Holosijivska) je stanice kyjevského metra na Obolonsko-Teremkivské lince.

## Charakteristika
Stanice je trojlodní, úzké pilíře jsou obložené zeleným mramorem. Na konci se nachází schody a výtah vedoucí do vestibulu s pokladnou a dále na Holosijivskyj prospekt, nebo Holosijivské náměstí.